# 580-е годы до н. э.
580-е (пятьсо́т восьмидеся́тые) го́ды до на́шей э́ры по пролептическому юлианскому календарю — промежуток времени с 1 января 589 года до н. э. по 31 декабря 580 года до н. э., включающий с 589 по 581 годы 2-го десятилетия  и 580 год 3-го десятилетия VI века 1-го тысячелетия до н. э. Им предшествовали 590-е годы до н. э., за ними следовали 570-е годы до н. э. Они закончились 2605 лет назад.

## Важнейшие события

### 590 до н. э.
- Ок.590 — Основание несколькими ионийскими городами у восточного устья Нила колонии Навкратиса.
- Смерть Мирсила и Керкила, попавших в засаду в лесу между Пиррой и Митиленой. Питтак избран эсимнетом-правителем Митилены. Смерть Антименида. Предательство Алкея.
- 590—580 — Тирания Питтака в Митиленах. Алкей и Сапфо — его современники.
- 590—560 — Основана колония Милета Одесс.
- Начало новой войны Иудеи с Вавилоном. Фараон Псамметих II пытается захватить Финикию и Иудею.
- Напата захвачена египтянами, столица перенесена в Мероэ.

### 588 до н. э.
- 48-е Олимпийские игры.
- Между 588-84 — Скиф Анахарсис в Афинах.
- 588—566 — Фараон Априй, сын Псамметиха.
- Морская победа Априя над соединёнными тирскими и кипрскими силами. Априй захватывает Сидон. На его сторону переходят цари Иудеи, Эдома, Моава и Аммона.
- Предположительная дата просветления Будды Сиддхартхи Гаутамы.

### 587 до н. э.
- Навуходоносор вновь появляется в Сирии. Априй отступает. Начало осады Иерусалима.
- 587—574 — Осада вавилонянами Тира.

### 586 до н. э.
- Смерть Периандра. Тиран Коринфа Псамметих, племянник Периандра.
- Женитьба Питтака на овдовевшей сестре Драконта Елене.
- Учреждены Пифийские игры. Включение дионисической флейты в программу дельфийских музыкальных состязаний.
- Взятие Иерусалима вавилонянами. Конец Иудейского царства.
- Египтяне разбиты Навуходоносором. Взятие вавилонянами Иерусалима после 16-месячной осады. Разрушение Иерусалима. Пленение Седекии. Евреи уведены в Вавилон. Вавилония захватывает контроль над Сирией, Палестиной и Финикией.

### 585 до н. э.
- полное солнечное затмение 28 мая 585 г. до н. э. Архивная копия от 28 апреля 2008 на Wayback Machine, предсказанное Фалесом
- 585, 28.5 — Битва между мидийцами и лидийцами на реке Галисе. Солнечное затмение, предсказанное Фалесом (625—547). Мир, установление границы по Галису. Брак Астиага, сына Киаксара, с дочерью Алиатта.

### 584 до н. э.
- Ок.584 — Убийство Годолии, губернатора Иерусалима, радикальными иудеями.
- 584 (585)-550 — Царь Мидии Астиаг, сын Киаксара.
- 584? — Умер Периандр.

### 583 до н. э.
- 583—582 — Архонт в Афинах Дамасий отказался сдать власть и пользовался ею 2 года и 2 месяца, пока силой не был отстранён.

### 582 до н. э.
- 582 (581) (7 век) — Основание жителями Гелы и Родоса колонии Акрагант (Агригент) в Южной Сицилии.
- Избрание 10 архонтов в Афинах.
- Легенда о треножнике, который помог определить семерых мудрецов.
- Празднование Пифийских игр в Дельфах становится регулярным. Каждый четвёртый год (в августе).
- Победа Клисфена в гонках колесниц на играх, установленных Амфиктионской лигой.
- Начинают вестись списки победителей на Истмийских играх (не сохранились).

### 581 до н. э.
- 10-й год по эре правления луского князя Чэн-гуна[1].
- Весной княжич Хэ-бэй (младший брат вэйского хоу) с войском вторгся в Чжэн[2].
- В Лу в 4 луне при великом жертвоприношении 5 раз гадали, но неудачно, и поэтому не принесли великой жертвы[3].
- Цзинь, возглавляя чжухоу, напало на Чжэн[4] (согласно «Чуньцю», поход начался в 5 луне, в нём участвовали князья Цзинь, Ци, Сун, Вэй, Лу и Цао[5]).
- Сановники из клана Му изгнали правителя Чжэн[6].
- Весной, когда чжэнская столица была осаждена цзиньцами, княжич Жу поставил у власти Сюя, старшего брата Чэн-гуна от наложницы. В 4 луне в Цзинь вернули обратно Чэн-гуна, тогда чжэнцы убили Сюя и поставили Чэн-гуна, а цзиньское войско ушло[7].
- Летом князь Цзинь Цзин-гун заболел и поставил править наследника, а через месяц умер (в 5 луне, в день бин-у[8]). Ему наследовал Шоу-мань (Ли-гун, эра правления 580—573)[9].
- В 5 луне циский посол привёл рабов в приданое луской княжне Бо-цзи[10].
- В 7 луне луский гун отправился в Цзинь[11], там его задержали для участия в похоронах гуна (подозревая в склонности к Чу). Как отмечает Сыма Цянь, в луской летописи «Чуньцю» это утаили[12].